# Asociación de Arte de Tromsø (Tromsø Kunstforening)

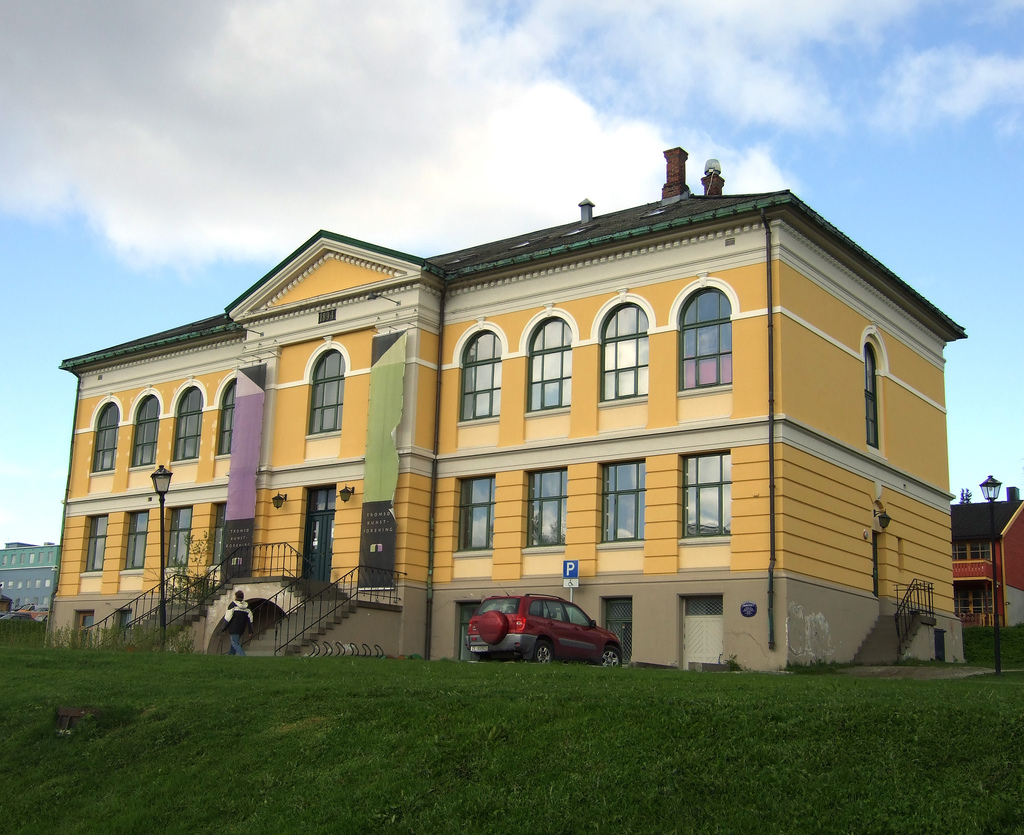
Sala de la Asociación de Artes de Tromsø en Muségata 2, diseñada por el arquitecto Lars Solberg en estilo clásico, construida en 1894.
Foto: Harald Groven

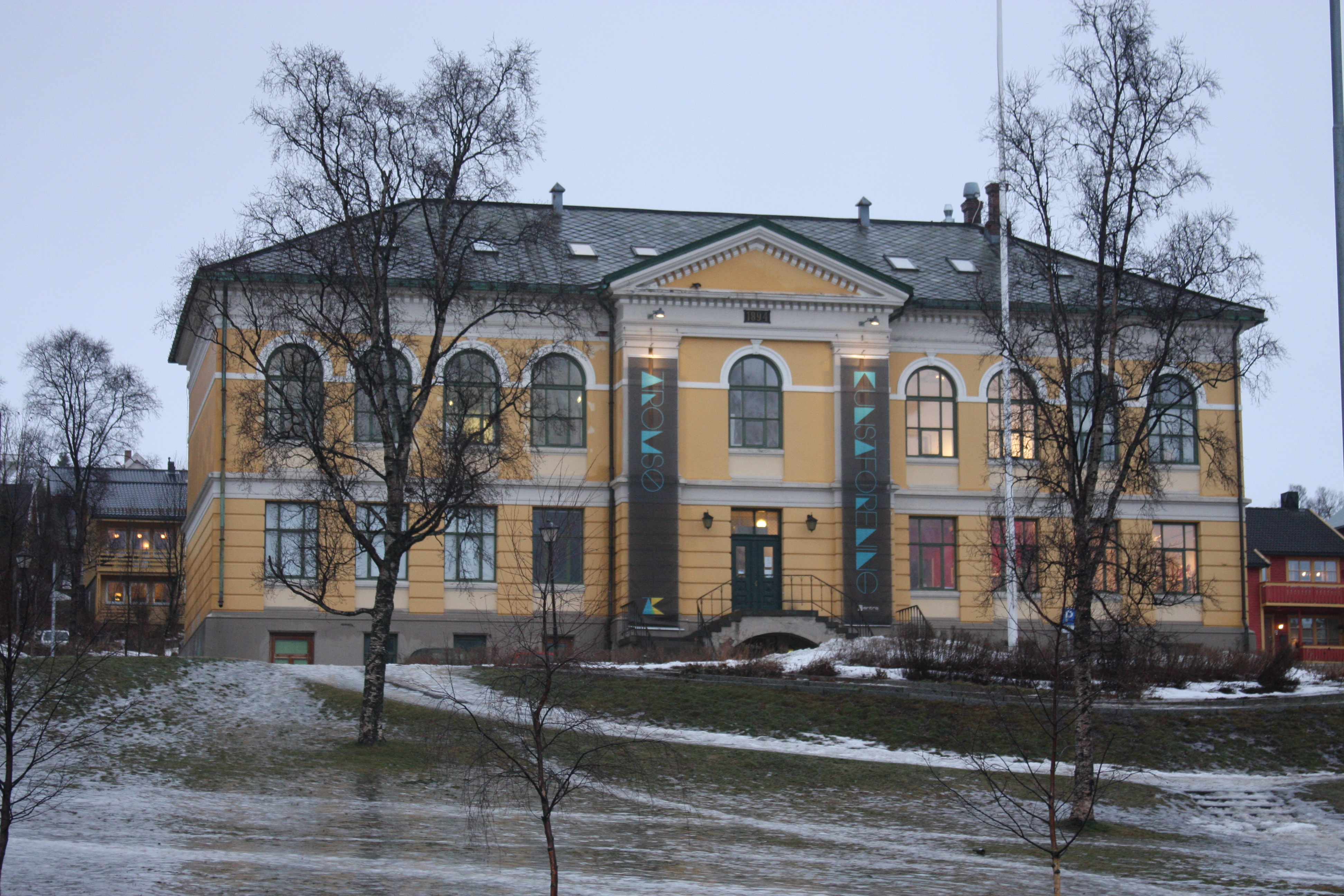
La fachada de la Asociación de arte de Tromsø

La Asociación de Arte de Tromsø (Tromsø Kunstforening) fue fundada en 1877 y ha operado continuamente desde 1924, convirtiéndose en una de las instituciones culturales más antiguas de Tromsø.
Tromsø Kunstforening es un referente principal para el arte en el norte de Noruega, y enfatiza el arte contemporáneo reciente y experimental en su programa. En exposiciones y proyectos, la asociación de arte trabaja con artistas internacionales y con un enfoque en artistas y temas especialmente relacionados con las áreas del norte del país. Entre los artistas que han expuesto en la Asociación de Arte de Tromsø se encuentran A. K. Dolven, Andres Serrano, Per Enoksen, Åsa Sonjasdotter, Olga y Alexander Florensky, Sven Påhlsson, Jesper Just, Carl Michael von Hausswolff, Annika Larsson y Geir Jenssen. 
Además de las exposiciones, la asociación de arte pone gran énfasis en la enseñanza y la difusión a diversos grupos. Seminarios, debates, conferencias y visitas guiadas se organizan regularmente. Cada año, la asociación de arte es visitada por miles de niños y jóvenes bajo los auspicios de Den kulturelle skolesekken, una iniciativa nacional que tiene como objetivo ayudar a los alumnos de educación primaria y secundaria en Noruega a conocer las artes y la cultura.
La asociación de arte tiene su sede, desde 1981, en el antiguo edificio del Museo Tromsø, diseñado por el arquitecto Lars Solberg en 1894. Se encuentra entre la Casa del Condado, Marck bryggeri, y Polaria. El área de exposición es de unos 450 m².

## PolArt
PolArt es un ejemplo de un proyecto recurrente relacionado con las áreas del norte. Cada año, en colaboración con la red de investigación Arctos y el municipio del condado de Troms, la asociación de arte invita a los artistas a participar en un proyecto dividido en tres partes, que consiste en la participación en un viaje de investigación en el mar del Norte, una estancia en los estudios del Centro Cultural del municipio del condado de Troms y la participación en una exposición grupal en la Asociación de Arte de Tromsø. El proyecto ha estado en marcha desde 2007 y tiene como objetivo crear nuevos vínculos entre el arte y la investigación científica.

## Organización
Tromsø Kunstforening es una organización basada en la afiliación. Su órgano supremo es la Asamblea General, que elige la junta de la asociación de arte. La junta designa al intendente (dirigente) de la asociación de arte. El representante de la organización es responsable de las actividades diarias y el programa artístico de la asociación de arte. La asociación de arte se ejecuta con fondos públicos y privados, con el municipio de Tromsø como el socio más importante. La presidenta de la Junta de la Asociación de Arte de Tromsø es Nadia Thraning, en 2014 Leif Magne Tangen asumió el cargo de intendente después de Svein Ingvoll Pedersen.